# キシロース発酵

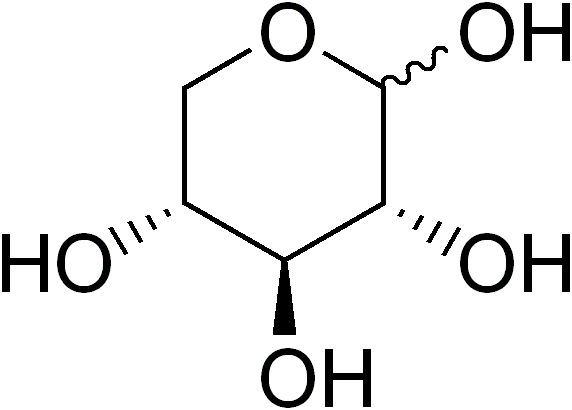
キシロース

D-キシロースは炭素数5のアルドース（五炭糖、単糖類）で、様々な生物によって異化されたり、有用な化合物に代謝される。
D-キシロースの異化には少なくとも4つの異なる経路がある： 真核微生物には酸化還元酵素系が存在し、原核生物では通常イソメラーゼ経路を使用し、原核微生物にはそれぞれワインバーグ経路とダームス経路と呼ばれる2つの酸化的経路が存在する。

## 代謝経路

### 酸化還元酵素経路
この経路は「キシロース還元酵素-キシリトール脱水素酵素」またはXR-XDH経路とも呼ばれる。キシロース還元酵素（XR）とキシリトール脱水素酵素（XDH）は、この経路の最初の2つの酵素である。XRはNADHまたはNADPHを用いてD-キシロースをキシリトールに還元する。次にキシリトールは、補酵素NADを用いてXDHによってD-キシルロースに酸化される。最後の段階で、D-キシルロースはATPを利用するキナーゼXKによってリン酸化され、ペントースリン酸経路の中間体であるD-キシルロース-5-リン酸になる。

### イソメラーゼ経路
この経路では、キシロースイソメラーゼがD-キシロースをD-キシルロースに直接変換する。D-キシルロースはその後、酸化還元酵素経路と同様にD-キシルロース-5-リン酸にリン酸化される。平衡状態では、キシロースからキシルロースへの変換はエネルギー的に不利であるため、イソメラーゼ反応は83％のD-キシロースと17％のD-キシルロースの混合物となる。

### ワインバーグ経路
ワインバーグ経路 (Weimberg pathway) は酸化的経路であり、D-キシロースがD-キシロースデヒドロゲナーゼによってD-キシロノラクトンに酸化され、続いてラクトナーゼによってラクトンが加水分解されてD-キシロン酸になる。次いでキシロン酸脱水酵素により、2-ケト-3-デオキシ-D-キシロン酸を生成する。2-ケト-3-デオキシ-D-キシロン酸脱水酵素は、α-ケトグルタル酸セミアルデヒドを形成する。これはその後、α-ケトグルタル酸セミアルデヒド脱水素酵素を介して酸化され、クエン酸サイクルの重要な中間体として機能する2-ケトグルタル酸を生成する。

### ダームス経路
ダームス経路 (Dahms pathway)はワインバーグ経路と同様に始まるが、2-ケト-3デオキシキシロン酸がアルドラーゼによってピルビン酸とグリコールアルデヒドに分解される。

## バイオテクノロジーへの応用
木材ストックなどの農業残渣から供給されるD-キシロースを有効利用するために、D-キシロースを主原料とするエタノール発酵が検討されている。実験室では後述のように、多角的なアプローチで在来酵母や遺伝子組換え酵母を用いた、D-キシロース発酵に関する研究が行われている。しかし、D-キシロースを代謝する実験室菌株の有効性は、必ずしも純度の低い自然界の未加工キシロース製品に対する代謝能力を反映しているとは限らないことも注意すべきである。
実際の研究では、キシロース資化能力のあるのScheffersomyces Pichia stipitisのような酵母か、代謝系に改良を加えたSaccharomyces cerevisiae によって行われる。P. stipitisは、一般的なエタノール生産酵母であるSaccharomyces cerevisiae ほどエタノール耐性が高くないが、S. cerevisiae が資化できないD-キシロースをエタノールに発酵させることができる。
また、P. stipitis のキシロース還元酵素（XR）とキシリトール脱水素酵素（XDH）をそれぞれコードするXYL1遺伝子とXYL2遺伝子をS. cerevisiae に導入することで、 ペントースリン酸経路を通じてD-キシロースを発酵をさせることが可能である。
別のアプローチでは、D-キシロースからD-キシルロースの直接生成を触媒するキシロースイソメラーゼ遺伝子がS. cerevisiae に導入されている。細菌由来のイソメラーゼは、ミスフォールディングなどによりのその機能の導入は困難であったが、嫌気性真菌Piromyces Sp.由来のキシロースイソメラーゼの導入が有効であるとの報告が有る。また、キシロースイソメラーゼを導入したS. cerevisiae は、キシロースを資化することで嫌気的に増殖可能になるという利点が有る。
D-キシロース代謝における酸化的ペントースリン酸経路の効率化に関する研究により、このステップの速度を制限することがエタノールへの発酵効率に有益であるという報告があり、GND1遺伝子やZWF1遺伝子の欠損によって反応が効率化される。ペントースリン酸経路は代謝中に余分なNADPHを生成するため、このステップを制限することによって、NAD(P)HとNAD+補酵素間のバランスを制御し、キシリトールの副産物生成を減らすのに役立つ。
2つのD-キシロース代謝経路を比較した別の実験では、XI経路がD-キシロースを代謝して最大のエタノール収量を生み出すのに最も適しているのに対し、XR-XDH経路はエタノール生産速度がはるかに速いことが報告されている。
また、非酸化性ペントースリン酸経路酵素であるトランスアルドラーゼ、トランスケトラーゼ、リボース-5-リン酸エピメラーゼ、リボース-5-リン酸ケトールイソメラーゼをコードする4つの遺伝子を過剰発現させると、D-キシルロースとD-キシロースの発酵速度がともに向上した、D-キシロース代謝経路の効率を最適化するため、XRとXDH酵素の発現量を変化させたなどの報告がある。